# Набэсима Сигэмаса (1665—1728)
Набэсима Сигэмаса (яп. 鍋島 茂正, 13 июня 1665 — 3 ноября 1728) — самурай княжества Сага периода Эдо, 5-й глава рода Такэо-Набэсима и 24-й владетель Такэо.

## Биография
Родился 13 июня 1665 года в семье Набэсимы Сигэнори, 23-го владетеля Такэо.
В 1712 году был назначен главой финансового управления княжества, отвечающим за казну. В марте 1726 года, когда пожар уничтожил замок Сага, он вместе с семьями Таку и Исахая предложил пожертвовать половину своего жалованья, и им было разрешено вносить сумму равную трети жалования в течение трёх лет. Поскольку его старший сын Сигэдзуми умер в феврале 1718 года, его наследником стал младший брат Сигэаки.
Набэсима Сигэмаса умер в 3 ноября 1728 года. Был похоронен в семейном храме Энно-дзи в Такэо.